# Xavier Pedrós i Cortasa
Xavier Pedrós i Cortasa (La Sentiu de Sió, Noguera, 1955), diplomat en sociologia i diplomat en magisteri, és president de la Fundació Marianao, una institució que, des de l'any 1985, desenvolupa projectes socioeducatius al servei de la comunitat, amb la finalitat de promoure el desenvolupament personal i comunitari a Sant Boi de Llobregat i el Baix Llobregat.
S'ha destacat per la seva tasca col·laboradora amb moviments socials i moviments cristians de base. Treballa des de 1987 com a delegat d'assistència al menor del Departament de Justícia a Sant Boi, donant suport socioeducatiu a joves infractors que es troben en situació de conflicte social. El 1995 va rebre el Premi Santboià de l'Any en la seva modalitat d'iniciativa social i també va rebre l'any 2000 el Premi Voluntariado 2000, concedit pel Ministeri de Treball i Afers Socials, la Fundación Antena 3 i la Fundación Telefónica per la seva tasca d'acció social. El 2004 va rebre el Premi d'Actuació Cívica de la Fundació Lluís Carulla. Així mateix, l'any 2007 li fou concedit el Premi d'Honor Ciutat de Sant Boi.